# Élan sportif de Boundiali
L'Élan sportif de Boundiali est un club de football de la ville de Boundiali, située au nord de la Côte d'Ivoire.
Il évolue pendant longtemps en « 2e division nationale », actuellement dénommée MTN Ligue 2. En 2008, le club évolue en Championnat de division régionale, équivalent d'une « 4e division » . 
L'équipe dispute ses matchs sur le terrain du stade municipal, dénommé « Stade Ténéouré ».